# Comité Béarn de rugby
Le comité Béarn de rugby est un organe fédéral dépendant de la Fédération française de rugby actif de 1940 à 2018 et chargé d'organiser les compétitions territoriales de rugby à XV et à sept dans une partie des départements des Pyrénées-Atlantiques et des Landes.
Son périmètre s'étend principalement dans le Béarn, mais inclut également quelques clubs du Pays basque et des Landes.

## Histoire
Le comité Béarn est fondé en 1940 à Pau, durant la Seconde Guerre mondiale : la séparation du territoire français en deux, entre la zone libre et la zone occupée, affecte le périmètre d'action du comité Côte basque, s'étendant jusque là sur l'ensemble du département des Basses-Pyrénées ainsi que sur les arrondissements landais de Dax et de Saint-Sever. La Fédération française de rugby rassemble ainsi les clubs de la zone libre sous la juridiction de ce comité Béarn créé spécialement : la partie des Basses-Pyrénées incluant les arrondissements de Pau, Mauléon et Oloron-Sainte-Marie, ainsi que les villes landaises de Aire-sur-l'Adour et de Miramont-Sensacq. Ce découpage subsiste après la fin du conflit armé.

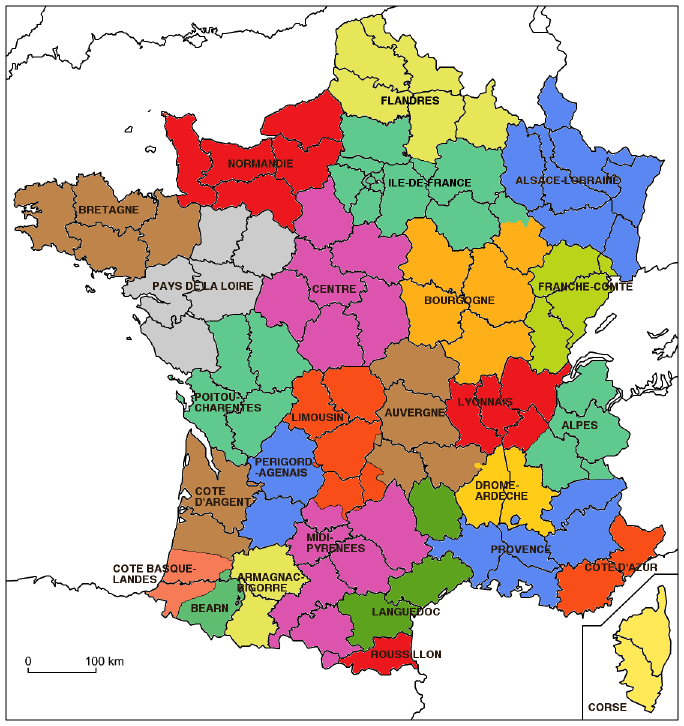
Découpage des comités territoriaux français avant la réforme de 2015.

En conséquence de la réforme territoriale des régions de 2015, le ministère de la Jeunesse et des Sports impose aux fédérations sportives de calquer leur organisation territoriale sur celle des nouvelles régions. Ainsi, le 1er juillet 2018, le comité Béarn fusionne avec les comités Côte basque Landes, Côte d'Argent, Limousin, Périgord Agenais et Poitou-Charentes pour former la Ligue régionale Nouvelle-Aquitaine de rugby.

## Sélection
Bien que la Fédération française de rugby refuse de donner de l'autonomie à ses comités territoriaux, celui de Béarn monte une équipe représentative destinée à disputer des rencontres amicales. Elle est souvent associée au comité voisin de Côte basque Landes dans les années 1950 et 1960.

## Présidents
Les personnes suivantes se succèdent au poste de président de la fédération :
1. Jean Plaa : de 1940 à 1944[1] ;
2. Jean Bordes : de 1944 à 1948[1] ;
3. Jean Pages : de 1948 à 1952[1] ;
4. Jean Lafourcade : élu en 1952[1] ;
5. Georges Beheregaray : jusqu'en 1988[5] ;
6. Henri Courade : de 1988 à 1992[5] ;
7. Jean Piqué : de 1992 à 2004[5] ;
8. Robert Casadebaig : de 2004[5] à 2012[6] ;
9. Serge Raballo : de 2012 à 2017[6],[7] ;
10. Hubert Bagès : de 2017 à 2018[8],[9].

## Clubs
| Année | Nombre de clubs |
| ----- | --------------- |
| 2006  | 38              |